# Anthidium tergomarginatum
Anthidium tergomarginatum är en biart som beskrevs av Pasteels 1981. Anthidium tergomarginatum ingår i släktet ullbin, och familjen buksamlarbin. Inga underarter finns listade i Catalogue of Life.